# Trnávka (Pardubice)
Trnávka es una localidad del distrito de Pardubice en la región de Pardubice, República Checa, con una población estimada a principio del año 2024 de 220 habitantes.
Se encuentra ubicada al noroeste de la región, cerca de la frontera con las regiones de Bohemia Central y Hradec Králové, y del curso alto del río Elba.